# 1936 en sports équestres
Chronologie des sports équestres
- 1935 en sports équestres - 1936 en sports équestres - 1937 en sports équestres

Cet article présente les faits marquants de l'année 1936 en sports équestres.

## Événements

### Août
- 12 août 1936 au 16 août 1936 : épreuves d'équitation aux jeux olympiques à Berlin (Allemagne)[1].